# Ammannia uniflora
Ammannia uniflora är en fackelblomsväxtart som beskrevs av Van der Meijden. Ammannia uniflora ingår i släktet Ammannia och familjen fackelblomsväxter. Inga underarter finns listade i Catalogue of Life.